# 克莱德·麦克菲特
克莱德·兰斯利·麦克菲特（英語：Clyde Lensley McPhatter，1932年11月15日—1972年6月13日）是一位美国节奏布鲁斯和摇滚歌手，是嘟·喔普和节奏布鲁斯风格形成中的关键人物，或许是1950和60年代被模仿得最多的节奏布鲁斯歌手。麦克菲特的男高音唱腔形成于他少年时代演唱的福音音乐。他在青少年时代组建黎巴嫩山歌手组合（The Mount Lebanon Singers）并在其中担任男高音领唱，之后成为比利·瓦德和他的多米诺组合的主唱。结束与多米诺组合的合作后，他组建了自己的团体漂流者组合，随后开启了个人事业。他最著名的歌曲是个人时期的。麦克菲特长期受酗酒和抑郁困扰，去世时年仅39岁。他是第一个两次入选摇滚名人堂的音乐人，分别以漂流者组合成员和个人身份入选，因此之后被导入名人堂两次或三次的音乐人被称为“克莱德·麦克菲特俱乐部”成员。